# 4e régiment de ligne (Belgique)
Le 4e régiment de ligne  (en néerlandais : 4de Linieregiment) était une unité d'infanterie de la force terrestre des forces armées belges.

## Historique
Le régiment de Tournai est créé par un arrêté du régent le 16 octobre 1830 à partir du 4de afdeling de l'armée néerlandaise. Le 25 novembre 1830, il est renommé en 4e régiment de ligne.
Durant la campagne des 10 jours, du 2 au 12 août 1831, il est engagé contre les Néerlandais à Louvain et sur l'Ijzeren Berg.

### Première Guerre mondiale
Lors de la mobilisation, comme tous les régiments de ligne d'active, il est divisé pour donner naissance au 24e régiment de ligne. Ensemble, ils forment la 4e brigade mixte de la 1re division d'armée.
Le 12 août 1914, à 8h15 la 4e brigade mixte qui se trouve à Hautem-Sainte-Marguerite reçoit l'ordre de se porter en renfort de la division de cavalerie sur la Gette à Kortenaken. Elle part vers 10h30 et y arrive vers 14h00 après 18 km de marche forcée sous une chaleur accablante et se déploie dans la vallée de la Velp. Elle relève les lanciers postés à la lisière est du bois de Loksbergen. Le 1er et 3e bataillon se lancent à l'attaque de Halen via le château de Blekkom.
Ensuite, la brigade combat à Termonde, Hofstade, Walem puis se retire sur l’Yser.
Le 22 octobre 1914, la 4e brigade mixte lance une contre-attaque dans la boucle que forme l'Yser à Tervaete.
Le 26 avril 1915, le régiment appuie le 135e régiment d'infanterie français aux combats vers Steenstraete et Het Sas.
Ensuite, il est positionné dans les secteurs de Pervijze, Dixmude, Boesinghe.
Lors de la grande offensive de septembre 1918, il lance l'assaut avec le 24e de ligne sur la forêt d'Houthulst le 28.

### L'entre-deux-guerres
Il est en garnison à Bruges.

### Seconde Guerre mondiale
Il fait partie de la 1re division d'infanterie.
Le régiment est mobilisé le 26 août 1939 à Bruges.
Le 17 février 1940, le 1er bataillon est caserné à Wimmertingen et le reste du régiment à Dipenbeek.
Il est dédoublé en les 24 et 34e régiment de ligne.
Le 10 mai 1940, le régiment est placé sous les ordres du corps de cavalerie. Il participe à la défense du canal Albert dans le sous-secteur d'Hasselt entre le 3e à sa gauche et le 15e régiment de ligne à sa droite.
Le 11 mai, il reçoit l'ordre de se retirer sur la ligne KW via Alken, Rummen et Meensel-Kiezegem sauf 
le 1er bataillon qui couvre entre Diepenbeek en Wellen la retraite de la 1re et de la 14e division d'infanterie.
Le 12 mai, il traverse la ligne KW au nord de Louvain et occupe ses nouvelles positions sur cette ligne de défense entre Buken, Tildonk et Wespelaar.
Le  13 mai, le régiment avec toute la 1re division d'infanterie est placé en seconde ligne. Il est cantonné à Berg, Kampenhout et Elewijt.
Le 14 mai, le régiment traverse le canal de Willebroeck.
Le 15 mai durant l'après-midi, la 1re division reçoit de nouvelles positions. Vers 19h00 les régiments se mettent en marche et le 4e régiment de ligne prend position sur le canal de Willebroeck entre Ruisbroek et Rupelmonde
Le 17 mai tôt au matin, le régiment est mis en alerte à la suite de l'abandon de la ligne KW par l'armée belge. Il reçoit l'ordre de conserver sa position jusqu'à ce que la 15e division d'infanterie se soit retirée d'Anvers et ait franchi l'Escaut à Tamise et puis de battre en retraite derrière l'Escaut. Vers 20 h 0, le régiment est déplacé vers le sud entre Breendonk et Saint-Amand pour remplacer le 3e de ligne attaqué par la 56e division d'infanterie allemande. Il doit également envoyer un bataillon à Tamise pour couvrir la retraite avec l'aide des 2e et 4e groupes du 1er régiment d'artillerie.
Le 18 mai vers 7h00, l'ennemi parvient à s'infiltrer en les 3e et 4e de ligne les obligeant à battre en retraite, couverts par l'escadron de cyclistes de la 1re division. La division est déplacée sur la rive ouest de l'Escaut via le pont de Tamise et prend position autour de Rupelmonde et Hingene. Le pont de chemin de fer de Tamise est détruit par le second bataillon du 4e de ligne vers 19h00.
Le 19 mai, le régiment est redirigé sur Gand. Le régiment est placé en réserve dans la ville même.
Le 20 mai, il renforce ses positions dans Gand.
Le 21 mai, les Allemands approchant de la ville, le nombre de réfugiés croit et un conflit éclate entre le lieutenant-général Coppens commandant la 1re division d'infanterie qui veut défendre la ville et le conseil communal qui veut déclarer Gand ville ouverte dans l'espoir d'épargner les civils. Ce même jour, la Conférence d'Ypres décide que les Belges doivent abandonner la ligne Terneuzen-Gand-Audenarde.
Le 22 mai à la mi-journée, le régiment se replie sur la rive ouest de la Lys entre Menin et Wevelgem. Les 1er et 2e bataillons sont en première ligne, le 3e est en réserve et le 4e est éparpillée avec ses armes lourdes en première ligne. Vers 22h45, le 3e bataillon prend la garde des ponts à Courtrai, Wevelgem et Bissegem.
Le 24 mai l'artillerie allemande bombarde les positions belges à partir de 14h30, ce à quoi répliquent les artilleries belges et britannique. Quelques minutes après, l'infanterie allemande lance l'assaut sur la Lys et parvient à la franchir vers 15h00. Le 3e de ligne est submergé et les flancs du 4e et du 24e de ligne sont menacés. Vers 18h00, le 4e régiment de ligne appuyé par l'escadron cycliste est envoyé sur Courtrai pour tenter vainement de combler la brèche de 4 km de large et de 3 km de profondeur. Le 3e régiment de ligne est alors pratiquement décimé. Les 1er et 2e bataillon du 1er régiment de ligne sont également envoyés pour renforcer les lignes belges mais ne peuvent intervenir efficacement à cause du manque de communication.
Le régiment reçoit pour mission de ralentir à Wevelgem la progression allemande vers Menin. La jonction avec l'escadron cycliste de la 1re division est fait à Kapelhoek. Plus tard dans la soirée, il doit étendre ses positions vers l'ouest de Wevelgem.
Le 25 mai vers 7h00, la 31e division d'infanterie attaque. Le régiment doit se replier vers 10h00 et laisser la ville de Wevelgem aux mains des Allemands. Il se replie derrière la ligne de chemin de fer Menin-Roulers. À la fin de la journée, la 1re division d'infanterie prend de nouvelles positions autour de Dadizele et Ledegem.
Le 26 mai, la 1re division bat en retraite vers Boesinghe.
Le 27 mai, la 1re division se retire dans une zone située entre Houthulst et Staden.
Le 28 mai, les restes de la division sont à proximité de Koekelare lorsque la Belgique capitule. Le régiment est de facto dissout.

### Après-guerre
Ses traditions sont reprises par le 2e bataillon de la 2e brigade d'infanterie en 1946 et qui est renommé en 4e bataillon de ligne pour les échanger quatre mois plus tard avec le 13e bataillon de ligne. Il est transféré à la réserve en 1957 et faisait alors partie de la 10e brigade d'infanterie blindée.

## Étendard
Il porte les inscriptions suivantes : 
- Anvers
- Forêt de Houthulst
- Yser
- Haelen
- Campagne 1914-1918

## Organisation
Le 10 mai 1940 régiment est composé comme suit :
- 1 compagnie de commandement;
- 1 compagnie médicale
- 1 peloton d'éclaireurs
- 3 bataillons divisés en :
  - 3 compagnies de fusiliers
  - 1 compagnie de mitrailleurs
- 1 bataillon divisé en :
  - 1 compagnie de mitrailleurs (13e)
  - 1 compagnie anti-chars (14e)
  - 1 compagnie de mortier (15e)

## Sources
- (nl) Site sur les différents régiment belges entre 1830 et 1914
- (nl) Site sur l'armée belge en 1940
- (nl) Commandant Luc Lecleir; Belgische Krijgsmacht - Emblemen en eervolle vermeldingen van de Eenheden, Bruxelles, 1972